# Маджари (село)
Вижте пояснителната страница за други значения на Маджари.
 За другото бивше село Маджарлар вижте Зетьово (област Бургас).  
Маджари е село в Южна България. То се намира в община Стамболово, област Хасково. До 1906 г. името на селото е Маджарлар.

## География
Село Маджари се намира в хълмисто-равнинен терен в подстъпите на Източните Родопи.

## История
След Съединението през 1885 г. селото е в България под името Маджарлар. Преименувано е с Указ 462 (обн. 21 декември 1906) на Маджари.